# Mesochorus iridescens
Mesochorus iridescens là một loài tò vò trong họ Ichneumonidae.